# Laurenz Wilhelm Fischer
Laurenz Wilhelm Fischer (* 20. Oktober 1810 in Hildburghausen; † 19. Juli 1866 in Frankfurt am Main) war ein deutscher Rechtsanwalt und Politiker.

## Leben

### Herkunft, Ausbildung und frühe Jahre
Fischer entstammte einer thüringischen Honoratiorenfamilie und war der Sohn des Regierungspräsidenten des zum Großherzogtum Oldenburg gehörenden Fürstentums Birkenfeld Laurenz Hannibal Fischer (1784–1868) und dessen Ehefrau Caroline geb. Fischer (1789–1847). Er besuchte von 1826 bis 1828 das Gymnasium in Speyer und studierte von 1829 bis 1832 Rechtswissenschaft an den Universitäten Heidelberg, Jena und Göttingen. Nach Ablegung der beiden juristischen Staatsprüfungen war er als Anwalt bei den Amtsgerichten in Birkenfeld, Oberstein und Nohfelden tätig. Schon in diesen Jahren engagierte er sich politisch und entwickelte sich – wohl auch in bewusstem Gegensatz zu dem autoritären und ultrakonservativen Vater – zu einem engagierten Liberalen, der sich seit 1844 in mehreren Schriften für eine Reform des deutschen Rechtssystems einsetzte. In seinen Veröffentlichungen vertrat er dabei auch die weitverbreitete, aber zu diesem Zeitpunkt optimistische Überzeugung von der Identität der nationalen Einheit mit politischer Freiheit vertrat.

### Politisches Wirken
Nach dem Ausbruch der Deutschen Revolution von 1848 wurde er im Mai vom Oldenburgischen Großherzog August I. in die fünfköpfige Verfassungskommission berufen, die den Entwurf für ein oldenburgisches Staatsgrundgesetz ausarbeitete, der die Basis für die Beratungen des Konstituierenden Landtags bildete. Gemeinsam mit Carl Bucholtz verfasste Fischer darüber hinaus auch einen Kommentar zu diesem Entwurf, in dem sie die Forderungen des vormärzlichen Liberalismus nach Schaffung eines monarchisch-konstitutionellen Staates zusammenfassten und begründeten. Wie diese Zusammenarbeit zeigt, vertrat Fischer anfangs einen gemäßigt liberalen Standpunkt und entwickelte sich dann in den folgenden Monaten zu einem entschiedenen Liberalen demokratischer Prägung, der enge Kontakte zu den linksoppositionellen Abgeordneten des Landtags unterhielt. Nach seiner Rückkehr nach Birkenfeld spielte er ab Herbst 1848 eine führende Rolle in der Diskussion um die künftige Stellung des Fürstentums. Während der als Sammelbecken der gemäßigten Kräfte gegründete Birkenfelder Volksverein für die weitere Zugehörigkeit des Landes zum oldenburgischen Gesamtstaat eintrat, setzte sich Fischer in Einklang mit dem Demokratischen Verein von Oberstein für den Anschluss an Preußen ein. Neben der zeitweise nicht unbegründeten Hoffnung auf eine politisch fortschrittliche Entwicklung Preußens waren es vor allem wirtschaftliche und realpolitische Argumente, die ihn zu seinem Plädoyer für ein Rheinpreußen veranlassten. Im Dezember 1848 organisierte und leitete er das sogenannte Ellenburger Vorparlament, eine Volksversammlung, die sich für den Anschluss an Preußen auf legalem Wege aussprach. Seine Bemühungen scheiterten allerdings, da die vereint vorgehenden Birkenfelder Abgeordneten konnten im oldenburgischen Landtag, dem Fischer ebenfalls 1851 für wenige Monate angehörte, nicht einmal die Forderung nach einer autonomen Stellung des Fürstentums innerhalb des Großherzogtums durchsetzen konnten. Enttäuscht über dieses Scheitern und die nach 1850 auch in Oldenburg einsetzende konservative Wende übersiedelte Fischer nach Frankfurt, wo er in den folgenden Jahren als Journalist und Redakteur für großdeutsch orientierte Zeitungen tätig war. Als die preußischen Truppen und ihren verbündeten im Zuge des Deutschen Krieges 1866 die Stadt besetzten, wurde er auf Anordnung der mit gezielter Härte vorgehenden Militärbehörden als politischer Gegner auf offener Straße verhaftet und erlitt dabei einen Schlaganfall, der zu seinem Tode führte.

## Familie
Fischer war seit dem 12. Juli 1840 verheiratet mit Agathe geb. Goulett (1816–1878), der Tochter des Johann Heinrich Goulett und der Dorothea Margarethe geb. Krug. Der Ehe entstammten vier Söhne und eine Tochter.

## Werke
- Die teutsche Justiz. Für die Freunde des Rechts und der nationalen Einheit (Freiheit), auch zur Verständigung über Zweck und Ziel der bevorstehenden Mainzer Advokatenversammlung. Stuttgart. 1844.
- Teutsches Volk und teutsches Recht. Ein Votum. Stuttgart. 1844.
- Die teutsche Rechtsreform und der Versuch eines hessischen Gesetzbuches. Ohne Ortsangabe. 1846.
- Für nationale Rechtsreform. Drei Teile. Stuttgart. 1846.
- Deutsche Ansprachen. Bremen. 1847.
- Die oldenburgische Verfassung und ihre preußische Vorgängerin. Bremen. 1847.
- Erläuterungen zum Entwurf eines Staatsgrundgesetzes für das Großherzogtum Oldenburg. Zusammen mit C. F. Bucholtz. Oldenburg. 1848.
- Rheinpreußen oder Rheinoldenburg. Ein Wort an meine Mitbürger. Mainz. 1848.